# 鹿谷彬彬書院
鹿谷彬彬書院，古稱鹿谷彬彬社，是位於台灣南投縣鹿谷鄉新寮街的一座百年私塾，興建於清同治年間（約1860年），由當地的一群漢文老師所發起，主要教授學子們漢文、四書五經，並切磋藝文，為鹿谷地區最早的私塾。

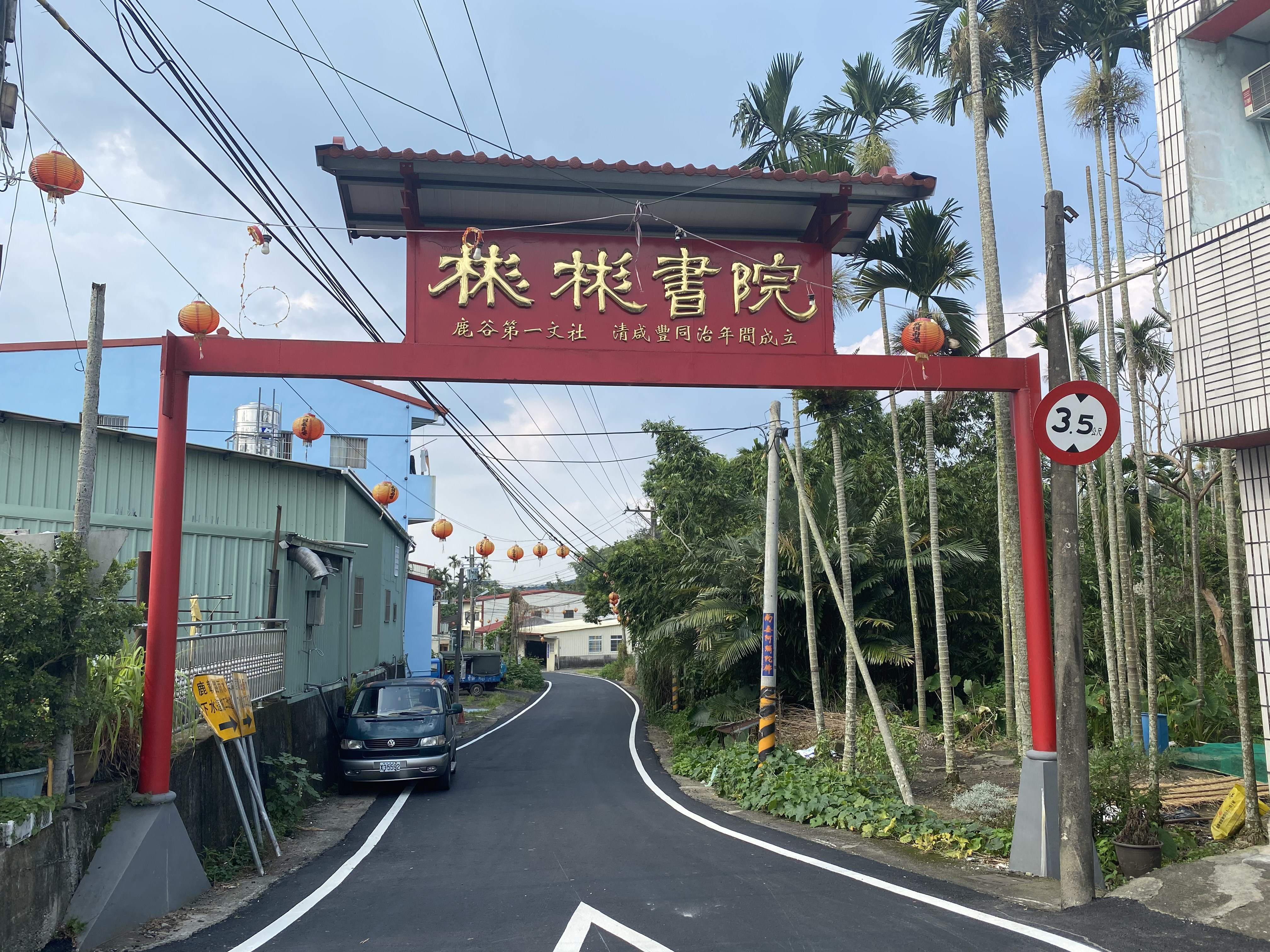
鹿谷彬彬書院入口

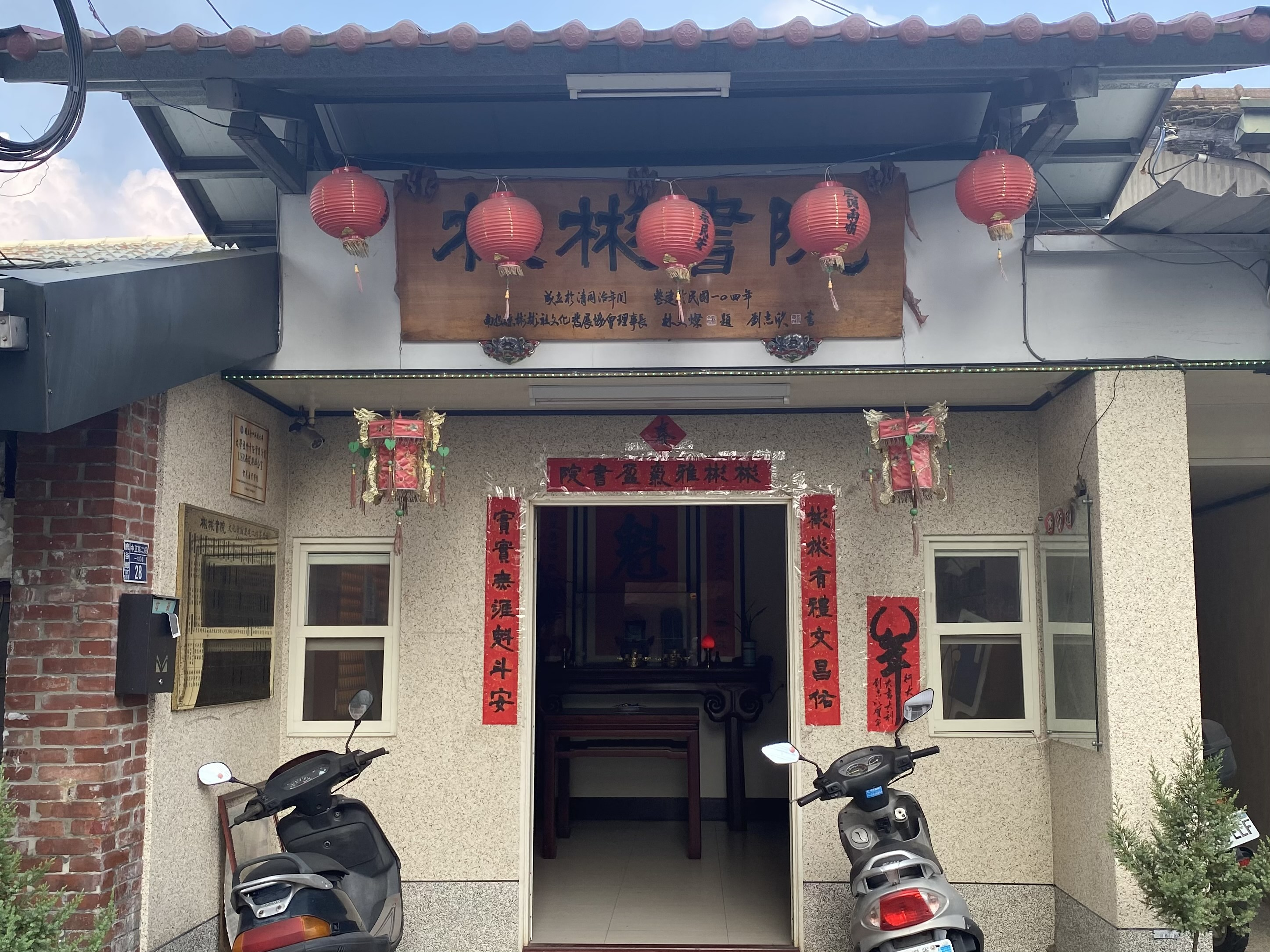
鹿谷彬彬書院正門

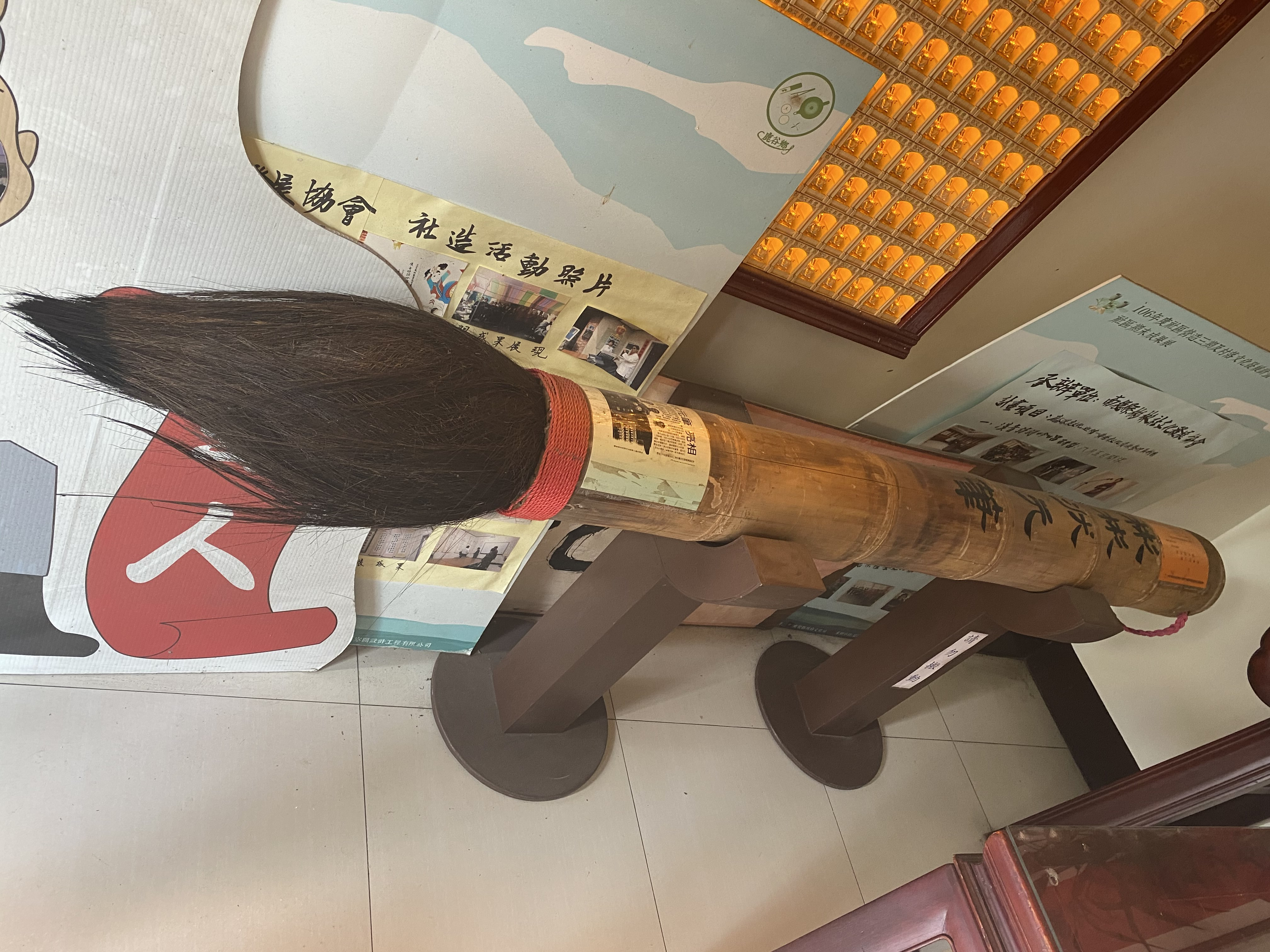
鹿谷彬彬書院狀元筆

## 沿革
清同治年間，清秀才的黃廷幹與多名私塾教師於鹿谷大坪頂新寮街（今鹿谷鄉鹿谷村）組成「鹿谷彬彬社」，為當地士子講學之所，主要在傳授漢文、四書五經、社員互相切磋科舉課藝，亦為漢文老師吟詩作對的場所，共有學舍三間，並祭祀文昌帝君、大魁夫子，且置有田租以供日常祭祀使用。
日治時期，清朝科舉制度廢除，士子大多銷聲匿跡或者避居中國大陸，有志造就後學之人，則設帳授徒，有漢學素養遂傾心韻學，以宣洩內心之抑塞不平。鹿谷大坪頂人林昆漢乃以及張錫勳、陳文繡、黃廷翰、林允恭、林作霖等諸遺老將彬彬社轉化為詩社。日昭和三年（1928年），鹿谷詩人張達修學成返鄉，應鹿谷坪頂人的邀請教授漢文，由在地耆老林邦光、林宗慶、林有能等人發起組織吟會，名「青年吟會」。該會共維持3年，開過20餘次詩會，並在報紙上進行全島徵詩4次。該詩社成員的優秀傑出，除了有林昆漢著有《焚餘草》 之外，亦有《彬彬社七賢集》收錄著優秀社員的詩輯，可惜當時賴以手抄流傳，現今詩稿已佚。
2015年，彬彬社原址重新整建為「彬彬書院」，並成立「彬彬書院故事站」，時任南投縣府文化局長以院內35公斤重的「大狀元筆」揮毫慶祝落成，該站將作為藝文展覽與講座活動重要場所，期望幫助地方文史的推動。
整建後的彬彬書院建築古色古香，院內持續供奉著文昌帝君及大魁夫子，開放民眾、學子們敬拜。2018年後，鹿谷在地學校為祈求考生考試順利，亦定期至該書院舉辦「會考祈福」，祈願考生們獲得好成績。

## 外部連結
- 彬彬書院臉書專頁
- 107年檔案月串聯活動-鹿谷鄉秀才文物展 鹿谷戶政事務所 （页面存档备份，存于）
- 鹿谷國中師生至百年私塾彬彬書院辦理會考祈福活動 （页面存档备份，存于）
- 鹿谷「彬彬故事站」揭牌　將進行藝文展覽、講座 （页面存档备份，存于）